# Holland (Lincolnshire)

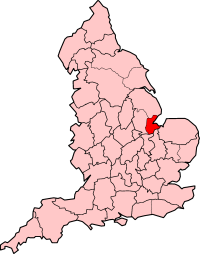
Die Grafschaft Holland von 1888 bis 1974

Holland ist eines der drei traditionellen Gebiete der Grafschaft Lincolnshire in England. Die andere Gebiete sind Lindsey und Kesteven. 
Holland war von 1888 bis 1974 eine Verwaltungsgrafschaft. Diese wurde sodann ebenso wie die Verwaltungsgrafschaften Lindsey und Kesteven aufgelöst; dafür erhielt die traditionelle Grafschaft Lincolnshire nun erstmals den Status einer Verwaltungsgrafschaft. Der Name ist im neuen Distrikt South Holland erhalten geblieben. 
Das Gebiet von Holland ist sehr flach und weist einen hohen Grundwasserpegel auf; es ist daher recht sumpfig. Holland war früher in drei sog. wapentakes, nämlich Elloe, Kirton und Skirbeck unterteilt.
Orte in Holland: 
- Boston
- Donington
- Holbeach
- Long Sutton
- Market Deeping
- Spalding

Koordinaten: 52° 50′ N, 0° 2′ W